# Burg Rode

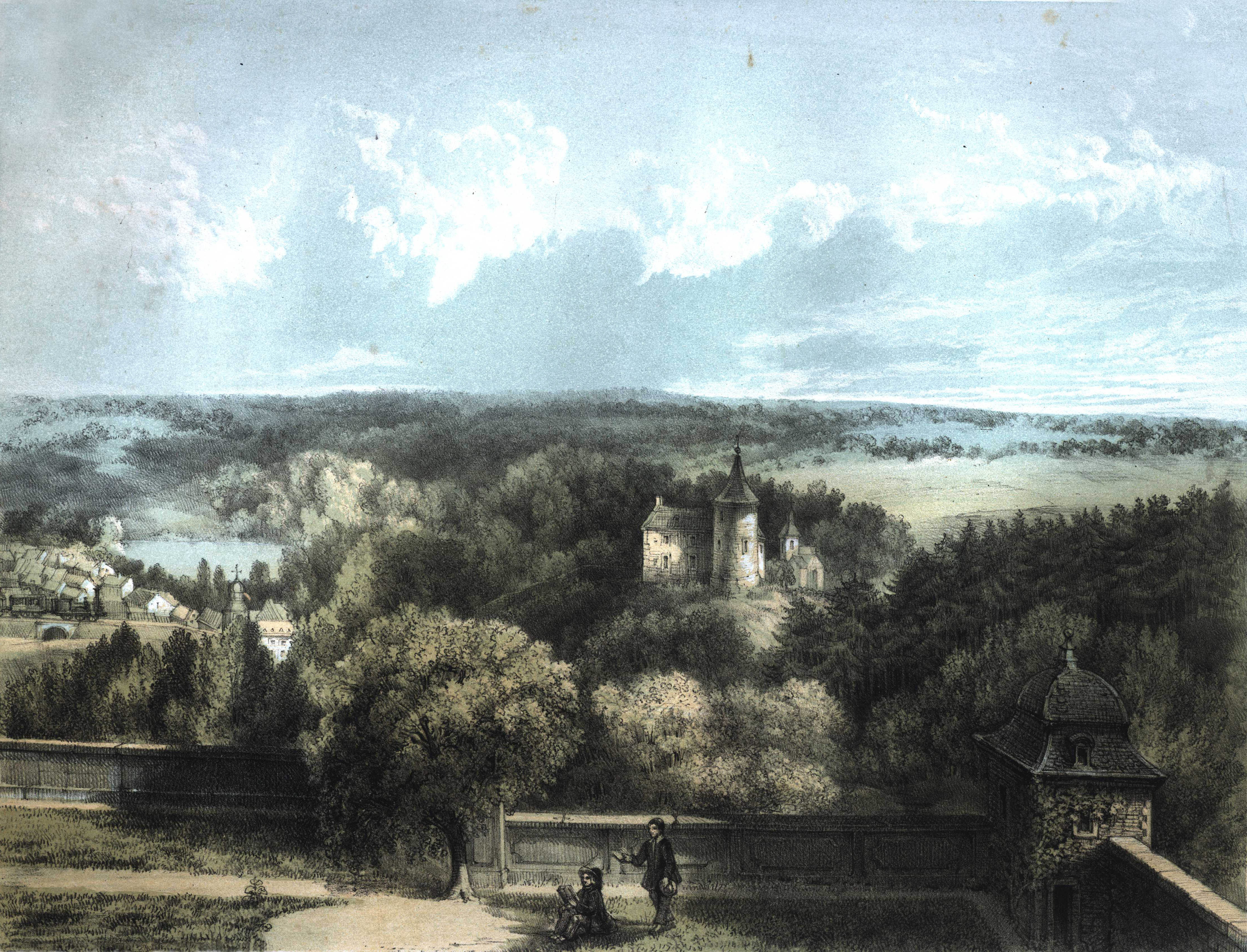
A Burg Rode (Rode-kastély) és Herzogenrath, a Rolduc apátságból nézve Alexander Schaepkens 1852-ben készült festményén

A Burg Rode, a Rode-kastély egy dombtetőn álló kastély Herzogenrath központjában, Aachen városrégióban. Alig néhány száz méterre található a szomszédos hollandiai Kerkrade város határától. A „Burg Rode Herzogenrath e.V.” egyesület rendszeresen szervez rendezvényeket, például koncerteket, dialektus esteket, kiállításokat és kabarét a kastélyban. Minden évben júniusban kerül sor a hagyományos várfesztiválra. A várban idegenvezetést is tartanak, és a herzogenrathi anyakönyvi hivatal rendszeresen szervez esküvőket.

## Történelem
Herzogenrathot először 1104-ben a Rolduc apátság Annales Rodenses című könyvében említik, mint a Saffenberg grófok „Castrensis Viculis” várbeli települését. A vár határvár és vámvár egyben. Mathilda von Saffenberg 1136-ban kötött házassága révén hozományként került a Limburgi Hercegséghez. A Wurmnemcsak a birodalom, hanem az egyházmegye határát is képezte. 1136 körül például a Wurm vár felőli oldala a liège-i egyházmegyéhez tartozott, míg az alsóvárosi Afden plébánia a kölni érsekséghez. A római korban a Via Belgica, amely hamarosan fontos kereskedelmi útvonallá vált, a mai városháza magasságában haladt el Herzogenrathnál. Kölnből Herzogenrath, Heerlen, Maastricht, Tongeren és Boulogne sur Mèr, illetve Amiens felé vezetett. A kora középkorban azonban a régi, Übach-Palenbergen át vezető útvonalat elhagyták, és helyette Herzogenrathon keresztül folytatták útjukat.
A herzogenrathi vámhivatal jelentőségét két tényező alapján lehet felismerni: Egyrészt a Rolduc apátság, amely közvetlenül a Rode-kastély mellett található, a limburgi hercegek ősi temploma lett, másrészt a Brabanti Királyság adólistái még ma is léteznek, amelyek a királyság bevételeiről adnak tájékoztatást. Ezekből az is kiderül, hogy Herzogenrathban évente több mint 3300 aranyguldennyi adó folyt be, ami több mint tízszerese volt az ország többi vámhivatalának.
Különösen az 1288-as Worringeni csata fényében feltételezhető, hogy a herzogenrathi vámhivatal jelentős szerepet játszott a limburgi örökösödési háborúban. Johannes Becker és Stefan Becker a Burg Rode Egyesület részéről ennek az elméletnek a fő képviselői, és bizonyítékként többek között a brabantiaknak a Burg Rode elfoglalására tett erőfeszítéseit említik a worringeni csata előtt. A Rode-kastélyt többször is megpróbálták elfoglalni, 1283-ig. Miután magának a várnak az elfoglalására tett minden erőfeszítés kudarcba fulladt, a Limburg-ház örökösödési vitája szerencsés fordulatot hozott a brabantiak számára. Johannes és Stefan Becker a fent említett brabanti idők vámbevételeire is hivatkozik, amelyekből egyértelműen kiderül, hogy a vámközpont milyen óriási jelentőséggel bírt a mindenkori tulajdonos számára. A vár első osztályú erőddé való bővítési szakaszai szintén a vár fontossága mellett szólnak.
Herzogenrath neve először 1282-ben „s'Hertogenrode” („a hercegi tisztás”) néven szerepel oklevelekben. A Limburgi Hercegség megszűnése és a hozzá kapcsolódó worringeni csata után a Rode-kastély a Brabanti Hercegség tulajdonába került. A vár urai és Droste von Herzogenrath egyben Alsdorf várának urai is voltak.
1150-ben Gottfried von Laufenberg (Lovenberg), Adelheidis von Merode férje volt az első lovag, akit oklevélben említettek. 1229-ben Harper von Laufenberg (Lovenberg) lovag, „dictus Mule castelanus ostri et dapifer de Rode”, Herzogenrath brabanti földjének várgrófja és ura volt, alit 1320-tól 1342-ig Harper, Mule von Laufenberg (Lovenberg) követet.
A várat ideiglenesen a Jülich hercegségnek adták bérbe, majd 1544-től 250 éven át, az 1794-es francia megszállásig a Habsburg Birodalomhoz tartozott.
Az 1815-ös bécsi kongresszus határmegállapításával a Rode-kastély Poroszországhoz került, és először vált külön Kerkradétől és Rolduc apátságtól. Ma az országhatár, amely eredetileg Herzogenrath külterületén húzódott, Kerkrade és Herzogenrath között húzódik.
A kastély, amelyet a 20. században historizáló formában restauráltak, 1913 és 1978 között Herzogenrath városházájaként szolgált.

## Fordítás
Ez a szócikk részben vagy egészben  a   Burg Rode című német Wikipédia-szócikk ezen változatának fordításán alapul.  Az eredeti cikk szerkesztőit annak laptörténete sorolja fel. Ez a jelzés csupán a megfogalmazás eredetét és a szerzői jogokat jelzi, nem szolgál a cikkben szereplő információk forrásmegjelöléseként.